# Eikefjord
Eikefjord är en tätort i Kinns kommun i Vestland fylke i västra Norge. Orten ligger vid riksväg 5 och fylkesväg 611, innerst i Eikefjorden och utgjorde tidigare centralort i dåvarande Eikefjords kommun i Sogn og Fjordane fylke.

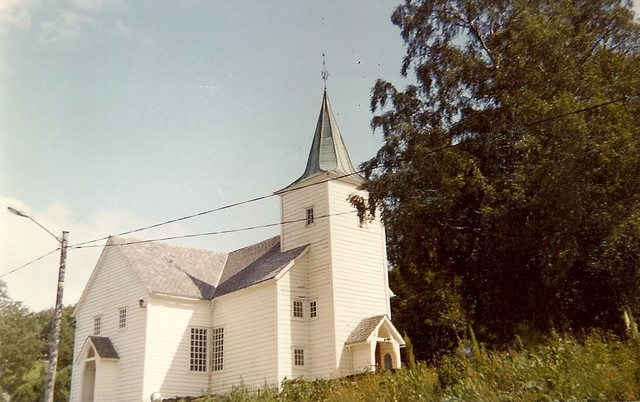
Eikefjords kyrka.